# Karen Wood
Pour les articles homonymes, voir Wood.
Karen Wood, morte en décembre 2014, est une patineuse artistique britannique, double championne de Grande-Bretagne en 1981 et 1983.

## Biographie

### Carrière sportive
Karen Wood est montée plusieurs fois sur le podium des championnats britanniques, dont deux fois sur la plus haute marche en 1981 et 1983.
Elle représente son pays à trois championnats européens (1981 à Innsbruck, 1982 à Lyon et 1983 à Dortmund) et deux mondiaux (1981 à Hartford et 1982 à Copenhague).
En 1980, elle remporte la dernière compétition du Trophée Richmond.
Il est à signaler que Karen Wood participe aux mondiaux juniors de 1976 à Megève dans la catégorie des couples artistiques avec son partenaire Stephen Baker.
Elle quitte les compétitions sportives en 1985.

## Palmarès
| Compétitions principales        | 1980    | 1981    | 1982    | 1983    | 1984    | 1985    |  |  |  |  |  |  |  |  |
| Jeux olympiques d'hiver         |         |         |         |         |         |         |  |  |  |  |  |  |  |  |
| Championnats du monde           |         | 15e     | 17e     |         |         |         |  |  |  |  |  |  |  |  |
| Championnats d’Europe           |         | 11e     | 8e      | A       |         |         |  |  |  |  |  |  |  |  |
| Championnats de Grande-Bretagne | 4e      | 1re     | 2e      | 1re     | 3e      | 2e      |  |  |  |  |  |  |  |  |
|                                 |         |         |         |         |         |         |  |  |  |  |  |  |  |  |
| Autres Compétitions             | 1979/80 | 1980/81 | 1981/82 | 1982/83 | 1983/84 | 1984/85 |  |  |  |  |  |  |  |  |
| Skate America                   |         |         | 6e      |         |         |         |  |  |  |  |  |  |  |  |
| Skate Canada                    |         |         | 7e      |         |         |         |  |  |  |  |  |  |  |  |
| Trophée Richmond                |         | 1re     |         |         |         |         |  |  |  |  |  |  |  |  |
| Légende : A = Abandon           |         |         |         |         |         |         |  |  |  |  |  |  |  |  |